# Nikos Anastasiadis (Sportler)
Nikolaos „Nikos“ Anastasiadis  (griechisch Νικόλαος «Νίκος» Αναστασίαδης, * 16. Juli 1966 in Naousa) ist ein griechischer Skilangläufer und Biathlet. Er nahm an drei Olympischen Winterspielen teil.
Nikos Anastasiadis war zwischen Ende der 1980er und Mitte der 1990er Jahre Teil des griechischen Nationalkaders im Skilanglauf und startete daneben auch sporadisch im Biathlon. 1988 nahm er in Calgary erstmals an Olympischen Spielen im Skilanglauf teil und belegte den 82. Platz über 30 Kilometer. Das Rennen über 15 Kilometer beendete er nicht. Vier Jahre später wurde er in Albertville 99. über 10 Kilometer, 82. der Verfolgung und mit Dimitrios Tsourekas, Timoleon Tsourekas und Thanasis Tsakiris 16. des Staffelrennens. Das 30-Kilometer-Rennen beendete er nicht. Zudem startete er gemeinsam mit Tsakiris im Biathlon und war damit mit diesem erster Grieche, der je an olympischen Biathlonwettkämpfen teilnahm. Im Einzel belegte er den 92. und damit letzten Platz. 1994 nahm Anastasiadis an seinen dritten Olympischen Spielen teil. Bei den Wettbewerben in Lillehammer kam er über 10 Kilometer auf den 86. Platz, wurde 68. über 30 Kilometer und 73. im Verfolgungsrennen. Letzte internationale Meisterschaft wurden die Nordischen Skiweltmeisterschaften 1995 in Thunder Bay. Der Grieche wurde 72. der Verfolgung, 93. über 10 Kilometer und 64. über 50 Kilometer.